# Sica

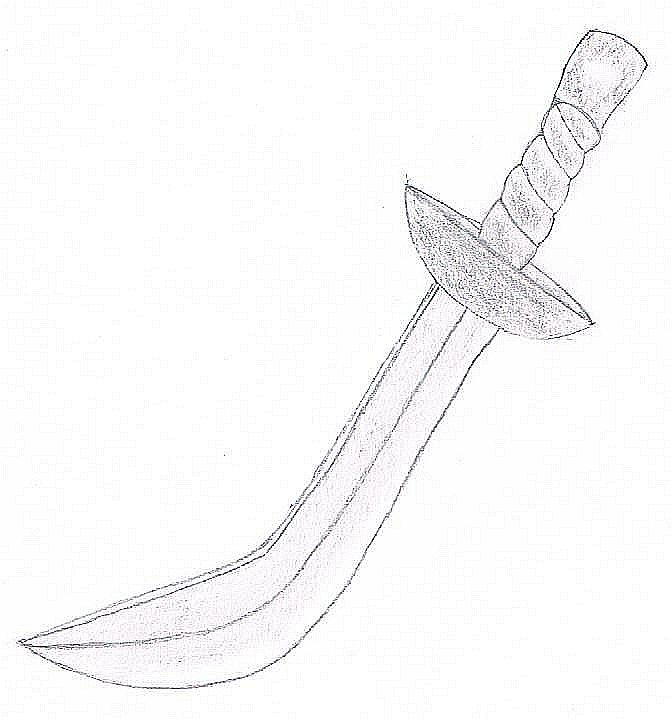
Sica.

La sica es una espada curva originaria de la región de Tracia. Su único borde cortante, el interno, está muy afilado. Presenta el inconveniente de que el centro de gravedad de la hoja está más cerca de la punta que de la empuñadura, por lo que ésta debe ser bastante pesada para equilibrarla.
Fue popularizada por los gladiadores tracios (thraex), que la utilizaban sobre todo para mantenerla tras el escudo y atacar rápidamente infligiendo profundas heridas.